# Carmelo Cedrún
Carmelo Cedrún Ochandategui (* 6. Dezember 1930 in Amorebieta-Etxano) ist ein ehemaliger spanischer Fußballtorhüter.

## Vereinskarriere
In der Jugend spielte Carmelo bei den Vereinen SD Amorebieta und Athletic Bilbao. Im Jahre 1950 wurde er von Athletic Bilbao in den Profikader aufgenommen. Bei den Basken blieb Carmelo 14 Jahre bis 1964. Mit der Mannschaft mit Größen wie Zarra, Agustín Gaínza und Jesús Garay errang Carmelo den spanischen Titel 1955/56 und die Copa del Rey 1954/55, 1955/56 und 1957/58. Bei seinem Debüt am 15. April 1951 beim Heimspiel gegen den FC Sevilla ließ er beim 3:0 gleich kein Gegentor zu. In der Meistersaison 1955/56 musste er in 30 Spielen nur 31 Gegentore hinnehmen, in der damaligen Zeit ein fantastischer Wert. 1964 wechselte er, nachdem er seinen Platz in der Startaufstellung an José Ángel Iribar verloren hatte, zu Espanyol Barcelona. In seinen drei Jahren in Barcelona kam er auf 82 Spiele, das heißt, er wurde sofort nach seiner Ankunft zur Nummer 1. 1967 ging es für ihn dann in die Vereinigten Staaten zu Baltimore Bays, wo er seine Karriere 1968 beendete.

## Nationalmannschaftskarriere
Carmelo spielte zwischen 1954 und 1963 13-mal für Spanien. Mit der Auswahl seines Heimatlandes nahm er an der Fußball-Weltmeisterschaft 1962 in Chile teil, kam dort jedoch nicht an Stammkeeper José Araquistáin vorbei. Die spanische Mannschaft schied ohne Carmelo im Tor kläglich in der Vorrunde aus. Er beendete seine Karriere im Nationalteam 1963, also ein Jahr, bevor Spanien Europameister wurde.

## Nach der aktiven Karriere
Nach seiner aktiven Zeit wurde Carmelo Trainer. So coachte er zum Beispiel Celta de Vigo oder Real Murcia. Einen Titel konnte er als Trainer jedoch nicht gewinnen.
Sein Sohn, Andoni Cedrún, war ebenfalls Fußballer – natürlich Torhüter. Wie sein Vater spielte auch Andoni für Bilbao, verbrachte aber die meisten Jahre seiner Karriere jedoch bei Real Zaragoza.